# Mirandiba
Mirandiba es un municipio brasileño del estado de Pernambuco. Mirandiba es un nombre indígena que significa cerdo queixada. Administrativamente, el municipio está constituido por los distritos de Tupanaci y por el pequeño poblado de Cachoeirinha. Tiene una población estimada al 2020 de 15 470 habitantes.

## Historia
Uno de los primeros colonizadores de la región fue João Barbosa de Barros, habitante de la hacienda Quixabeira, teniendo como vecinos: Manoel Nunes y Virgílio Alves Cantarelli. El local donde está instalada hoy la ciudad fue donada al patrimonio de San Juan Batista por un devoto, el señor João Barbosa de Barros.
En 1901 llegó al municipio de Maniçobal, Elizeu Campos, originario de Paraiba, que en 1906 se casó con Ana de Carvalho Campos, hija de João Barbosa de Barros, estableciéndose en el poblado existente en la Hacienda Várzea do Tiro. En la ocasión el Capitán Elizeu Campos convocó a todos para la próxima feria que sería realizada en la Hacienda de su suegro, bajo la sombra de un frondoso Trapiá, en la que es hoy la intersección de las calles: João Barbosa, Francisco Pires, Tiburtino de Carvalho y Cap. Elizeu Campos.
En 1915 fue elevada a la categoría de villa, bajo el nombre de Queixada (Quijada) en virtud de la muerte de un cerdo salvaje Queixada a pocos metros de la villa. En 1918 debido de una cuestión entre las familias Pereira y Carvalho, el Cap. Elizeu Campos se retiró para el municipio de Triunfo.
En 1932 el Cap. Elizeu volvió a la villa, y con ayuda de los pobladores construyó la Iglesia de São João Batista, teniendo cómo vicario el padre Manoel Gomes. La parroquia fue creada el 9 de junio de 1968. El municipio fue fundado el 28 de enero de 1958. El actual municipio de Mirandiba tuvo 3 denominaciones: Vila Queixada, SSão João dos Campos y Mirandiba.

## Turismo
Mirandiba se encuentra en medio del sertón pernambucano, que según los poetas de la región es una ciudad pequeña de cielo grande. Es allá que viven partes de las raíces del "forró pé-de-serra", que anima las fiestas pernambucanas y que ganó popularidad con Luiz Gonzaga.